# A harc törvénye
A harc törvénye (eredeti cím: Martial Law) 1998-ban bemutatott amerikai televíziós akciósorozat. A műsor alkotója Carlton Cuse, a történet pedig egy Los Angelesbe áthelyezett kínai rendőr nyomozásait követi. A főszereplőt Sammo Hung játszotta, mellett a fontosabb szerepekben Arsenio Hall, Kelly Hu, Louis Mandylor és Tom Wright voltak láthatók.
A sorozatot az Amerikai Egyesült Államokban a CBS adta 1998. szeptember 16. és 2000. május 13. között. Magyarországon az RTL Klub mutatta be 2005. július 25-én.

## Cselekmény
Sammo Law egy Sanghajban dolgozó rendőr, aki kiváló munkájával szerzett magának hírnevet. Egy napon azonban a kínai kormány áthelyezi őt Los Angelesbe, hogy régi ellensége, a bűnöző Lee Hei nyomába eredjen. Sammo igyekszik helytállni az új városában, ahol rendszerint előjönnek a kultúrális különbségek. Társai lesznek Grace "Pei Pei" Chen, a mentoraként funkcionáló beépített rendőr és Terrell Parker, az LAPD szóvívője, aki Sammoval ellentétben nem tetteivel, hanem szavaival próbál eredményt elérni.

## Szereplők
| Színész        | Szerep           | Magyar hang          |
| -------------- | ---------------- | -------------------- |
| Sammo Hung     | Sammo Law        | Csuja Imre           |
| Tammy Lauren   | Dana Doyle       | Timkó Eszter         |
| Tom Wright     | Benjamin Winship | Sztarenki Pál        |
| Louis Mandylor | Louis Malone     | Viczián Ottó         |
| Mike Starr     | Alex Portman     | Ifjabb Jászai László |
| Tzi Ma         | Lee Hei          | Rudas István         |

## Epizódok
| Évad | Évad | Részek száma | Részek száma | Eredeti sugárzás     | Eredeti sugárzás | Eredeti adó |
| Évad | Évad | Részek száma | Részek száma | Évadbemutató         | Évadzáró         | Eredeti adó |
| ---- | ---- | ------------ | ------------ | -------------------- | ---------------- | ----------- |
|      | 1.   | 22           | 22           | 1998. szeptember 26. | 1999. május 8.   | CBS         |
|      | 2.   | 22           | 22           | 1999. szeptember 26. | 2000. május 13.  | CBS         |

### 1. évad (1998-1999)
| Sor. | Év. | Cím                                                    | Rendező                | Író                                       | Premier                               | Nézettség    |
| ---- | --- | ------------------------------------------------------ | ---------------------- | ----------------------------------------- | ------------------------------------- | ------------ |
| 1.   | 1.  | Sanghaj Expressz (Shanghai Express)                    | Stanley Tong           | Carlton Cuse                              | 1998. szeptember 26. 2005. július 25. | 12,35 millió |
| 2.   | 2.  | Gyémántláz (Diamond Fever)                             | Rick Wallace           | Rick Husky                                | 1998. október 8. 2005. július 26.     | 11,49 millió |
| 3.   | 3.  | Halál a ringben (Dead Ringers)                         | Whitney Ransick        | Carlton Cuse, Alfred Gough, Miles Millar  | 1998. október 10. 2005. július 27.    | 10,91 millió |
| 4.   | 4.  | Hamis pénz (Funny Money)                               | Deran Sarafian         | Pam Veasey                                | 1998. október 17. 2005. július 28.    | 9,96 millió  |
| 5.   | 5.  | Bűnös zsaruk (Cop Out)                                 | Whitney Ransick        | Alfred Gough, Miles Millar                | 1998. október 24. 2005. július 29.    | 11,45 millió |
| 6.   | 6.  | Extrém lépések (Extreme Measures)                      | David Carson           | Josh Appelbaum, André Nemec, Carlton Cuse | 1998. október 31. 2005. augusztus 1.  | 11,20 millió |
| 7.   | 7.  | Önrablás (Trackdown)                                   | Greg Beeman            | Rick Husky                                | 1998. november 7. 2005. augusztus 2.  | 11,34 millió |
| 8.   | 8.  | Rágós falat (Take Out)                                 | John T. Kretchmer      | Patty Lin                                 | 1998. november 14. 2005. augusztus 3. | 11,30 millió |
| 9.   | 9.  | Sammo új kerékvágásban (How Sammo Got His Groove Back) | Larry Shaw             | Russel Friend, Garrett Lerner             | 1998. november 21. 2005. augusztus 4. | 11,14 millió |
| 10.  | 10. | Hálátlan gyermek (Bad Seed)                            | Jesús Salvador Treviño | Brian Fuld                                | 1998. december 12. 2005. augusztus 5. | 11,26 millió |
| 11.  | 11. | Rács mögött (Lock-Up)                                  | John Patterson         | Kevin Murphy                              | 1998. december 19. 2005. augusztus 8. | 11,61 millió |
| 12.  | 12. | Festett arcok (Painted Faces)                          | Whitney Ransick        | Alfred Gough, Miles Millar                | 1999. január 9. 2005. augusztus 9.    | 11,82 millió |
| 13.  | 13. | Helyettesek (Substitutes)                              | D. J. Caruso           | Patty Lin                                 | 1999. január 23. 2005. augusztus 10.  | 12,24 millió |
| 14.  | 14. | Nagyvadak (Wildlife)                                   | Whitney Ransick        | Russel Friend, Garrett Lerner             | 1999. február 6. 2005. augusztus 11.  | 10,85 millió |
| 15.  | 15. | Kitörés (Breakout)                                     | Deran Sarafian         | Randy Feldman                             | 1999. február 13. 2005. augusztus 12. | 12,15 millió |
| 16.  | 16. | Elrabolt szívek (Captive Hearts)                       | Michael Lange          | Del Shores                                | 1999. február 20. 2005. augusztus 15. | 11,68 millió |
| 17.  | 17. | Hármas befutó (Trifecta)                               | Greg Beeman            | Pam Veasey, Mark Haskell Smith            | 1999. február 27. 2005. augusztus 16. | 11,51 millió |
| 18.  | 18. | Nagy zűr (Big Trouble)                                 | Jack Clements          | Alfred Gough, Miles Millar                | 1999. március 20. 2005. augusztus 18. | 10,81 millió |
| 19.  | 19. | Állig fegyverben (Nitro Man)                           | Greg Beeman            | Russel Friend, Garrett Lerner             | 1999. március 27. 2005. augusztus 19. | 8,49 millió  |
| 20.  | 20. | Vörös vihar (Red Storm)                                | Greg Yaitanes          | Mark Verheiden                            | 1999. április 24. 2007. október 5.    | 10,36 millió |
| 21.  | 21. | Rekviem (Requiem: Part 1)                              | Greg Beeman            | Pam Veasey, Del Shores                    | 1999. május 1. 2007. október 8.       | 10,36 millió |
| 22.  | 22. | Végjáték (End Game: Part 2)                            | Michael Lange          | Jim Kramer, Mark Haskell Smith            | 1999. május 8. 2007. október 9.       | 10,69 millió |

### 2. évad (1999-2000)
| Sor. | Év. | Cím                                                   | Rendező              | Író                                    | Premier                                | Nézettség    |
| ---- | --- | ----------------------------------------------------- | -------------------- | -------------------------------------- | -------------------------------------- | ------------ |
| 23.  | 1.  | A nagy durranás (Sammo Blammo)                        | Joe Napolitano       | Lee Goldberg, William Rabkin           | 1999. szeptember 25. 2007. október 10. | 11,11 millió |
| 24.  | 2.  | Rablók közt elvész a pandúr (Thieves Among Thieves)   | Oley Sassone         | Lisa Klink                             | 1999. október 2. 2007. október 11.     | 10,23 millió |
| 25.  | 3.  | Bérelj sógunt! (This Shogun for Hire)                 | Stanley Tong         | J. Larry Carroll, David Bennett Caren  | 1999. október 9. 2007. október 12.     | 11,31 millió |
| 26.  | 4.  | 24 óra (24 Hours)                                     | Bruce Seth Green     | Gene F. O'Neill, Noreen Tobin          | 1999. október 16.                      | 11,03 millió |
| 27.  | 5.  | Milliók ajándékba (Ninety Million Reasons to Die)     | Stanley Tong         | Jacquelyn Blain                        | 1999. október 23.                      | 10,11 millió |
| 28.  | 6.  | Sammo a pácban (My Man Sammo)                         | Ron Satlof           | Jacquelyn Blain                        | 1999. október 30.                      | 10,76 millió |
| 29.  | 7.  | Fegyencjárat (Friendly Skies)                         | Bruce Seth Green     | Lisa Klink                             | 1999. november 6. 2007. október 15.    | 9,27 millió  |
| 30.  | 8.  | Agymosás (Call of the Wild)                           | Max Tash             | David Bennett Carren, J. Larry Carroll | 1999. november 13. 2007. október 16.   | 9,32 millió  |
| 31.  | 9.  | Járvány (Blue Flu)                                    | Oley Sassone         | Gene O'Neill, Noreen Tobin             | 1999. november 20. 2007. október 17.   | 10,21 millió |
| 32.  | 10. | Sammo, a mikulás (Sammo Claus)                        | Max Tash             | Lisa Klink                             | 1999. december 18. 2007. október 18.   | 10,00 millió |
| 33.  | 11. | Nincs megállás (No Quarter)                           | Ron Satlof           | Paul Bernbaum                          | 2000. január 8. 2007. október 19.      | 8,88 millió  |
| 34.  | 12. | A skorpió nyomában (Scorpio Rising)                   | Bruce Seth Green     | Michael Gleason                        | 2000. január 15. 2007. október 24.     | 11,47 millió |
| 35.  | 13. | Óvakodj a taxistól! (No Fare)                         | Chuck Bowman         | Paul Bernbaum                          | 2000. január 22. 2007. október 25.     | 11,67 millió |
| 36.  | 14. | A kutyafáját! (Dog Day Afternoon)                     | Bruce Seth Green     | Jacquelyn Blain                        | 2000. február 5. 2007. október 26.     | 8,41 millió  |
| 37.  | 15. | Gyilkos ököl (Deathfist Five: MCU)                    | Terrence O'Hara      | Lisa Klink                             | 2000. február 12.                      | 9,43 millió  |
| 38.  | 16. | Egy becsületbeli ügy (Honor Among Strangers)          | Christian I. Nyby II | J. Larry Carroll, David Bennett Carren | 2000. február 19.                      | 11,38 millió |
| 39.  | 17. | Szabadesés (Freefall)                                 | Oley Sassone         | Lee Goldberg, William Rabkin           | 2000. február 26.                      | 11,44 millió |
| 40.  | 18. | Titkos társaság (The Thrill Is Gone)                  | Chuck Bowman         | Michael Gleason                        | 2000. március 11.                      | 9,54 millió  |
| 41.  | 19. | Szívrablók (Heartless)                                | Ron Satlof           | David Ehrman                           | 2000. április 22.                      | 9,84 millió  |
| 42.  | 20. | Börtöncsapda (In the Dark)                            | Max Tash             | David Ehrman                           | 2000. április 29.                      | 8,71 millió  |
| 43.  | 21. | A végső leszámolás, 1. rész (Final Conflict (Part 1)) | Oley Sassone         | Paul Bernbaum                          | 2000. május 6.                         | 9,35 millió  |
| 44.  | 22. | A végső leszámolás, 2. rész (Final Conflict (Part 2)) | Oley Sassone         | Lee Goldberg, William Rabkin           | 2000. május 13.                        | 8,94 millió  |